# Jeanne (film, 2019)
Jeanne är en fransk historisk dramafilm från 2019 i regi av Bruno Dumont.
Filmen, som bygger på Charles Péguys romansvit Le mystère de la charité de Jeanne d'Arc, är en uppföljare till Jeannette: Jeanne d’Arcs barndom från 2017.

## Utmärkelser
Filmen vann Louis Delluc-priset 2019.

## Roller (urval)
- Lise Leplat Prudhomme – Jeanne d’Arc
- Fabrice Luchini – Karl VII av Frankrike
- Jean-François Causeret – Monseigneur Pierre Cauchon
- Daniel Dienne – Maître Thomas de Courcelles
- Fabien Fenet – Maître Nicolas L'Oiseleur
- Robert Hanicotte – Messire Jean d'Estivet
- Yves Habert – Maître William Haiton
- Jean-Pierre Baude – Karl I av Bourbon
- Christophe – Maître Guillaume Evrard
- Julien Manier – Gilles de Retz